# قلعة شواز
قلعة شواز (بالفارسية: قلعه شواز) هي قلعة تاريخية تعود إلى عصر ساسانيون، وتقع في شواز، محافظة يزد.